# Mercato San Severino
Mercato San Severino est une commune de la province de Salerne, dans la région Campanie, en Italie.
Elle est nommée en l'honneur de la famille Sanseverino, dont elle était le fief de base.

## Géographie

### Infrastructures
- Gare ferroviaire de Mercato San Severino.

## Administration
| Période                                  | Période  | Identité        | Étiquette | Qualité |
| ---------------------------------------- | -------- | --------------- | --------- | ------- |
| 14 juin 2004                             | 2009     | Rocco D'Auria   |           |         |
| 2009                                     | En cours | Giovanni Romano |           |         |
| Les données manquantes sont à compléter. |          |                 |           |         |

### Hameaux
Pandola, Acigliano, San Vincenzo, Capo Casale, Lombardi, Priscoli, Torello, Carifi, Ciorani, Curteri, Oscato, Spiano, Monticelli di Sopra, Monticelli di Sotto, Corticelle, Sant'Angelo, Ospizio, Costa, Acquarola, Piazza del Galdo, Sant'Eustachio.

### Communes limitrophes
Baronissi, Bracigliano, Castel San Giorgio, Cava de' Tirreni, Fisciano, Montoro, Roccapiemonte, Siano.

## Jumelages
- Farébersviller (France) depuis 1998[2].

## Personnalités liées à la commune
- Antonello Sanseverino, prince de Salerne, chef de la conjuration des barons ;
- Roberto Sanseverino, condottiere.